# Patasaari (ö i Mellersta Finland)
Patasaari är en ö i Finland. Den ligger i sjön Sinervä och i kommunen Muldia i den ekonomiska regionen  Keuru ekonomiska region  och landskapet Mellersta Finland, i den centrala delen av landet, 250 km norr om huvudstaden Helsingfors. Öns area är omkring 1000 kvadratmeter och dess största längd är 50 meter i nord-sydlig riktning.